# جراب (المجمعة)
جراب، هي قرية من فئة (أ) تقع في محافظة المجمعة، والتابعة لمنطقة الرياض في السعودية. وتبعد جراب عن محافظة المجمعة بمسافة تقارب (140) كم شمالا.